# Halothamnus beckettii
Halothamnus beckettii är en amarantväxtart som beskrevs av Viktor Petrovitj Botjantsev. Halothamnus beckettii ingår i släktet Halothamnus och familjen amarantväxter. Inga underarter finns listade i Catalogue of Life.

## Bildgalleri

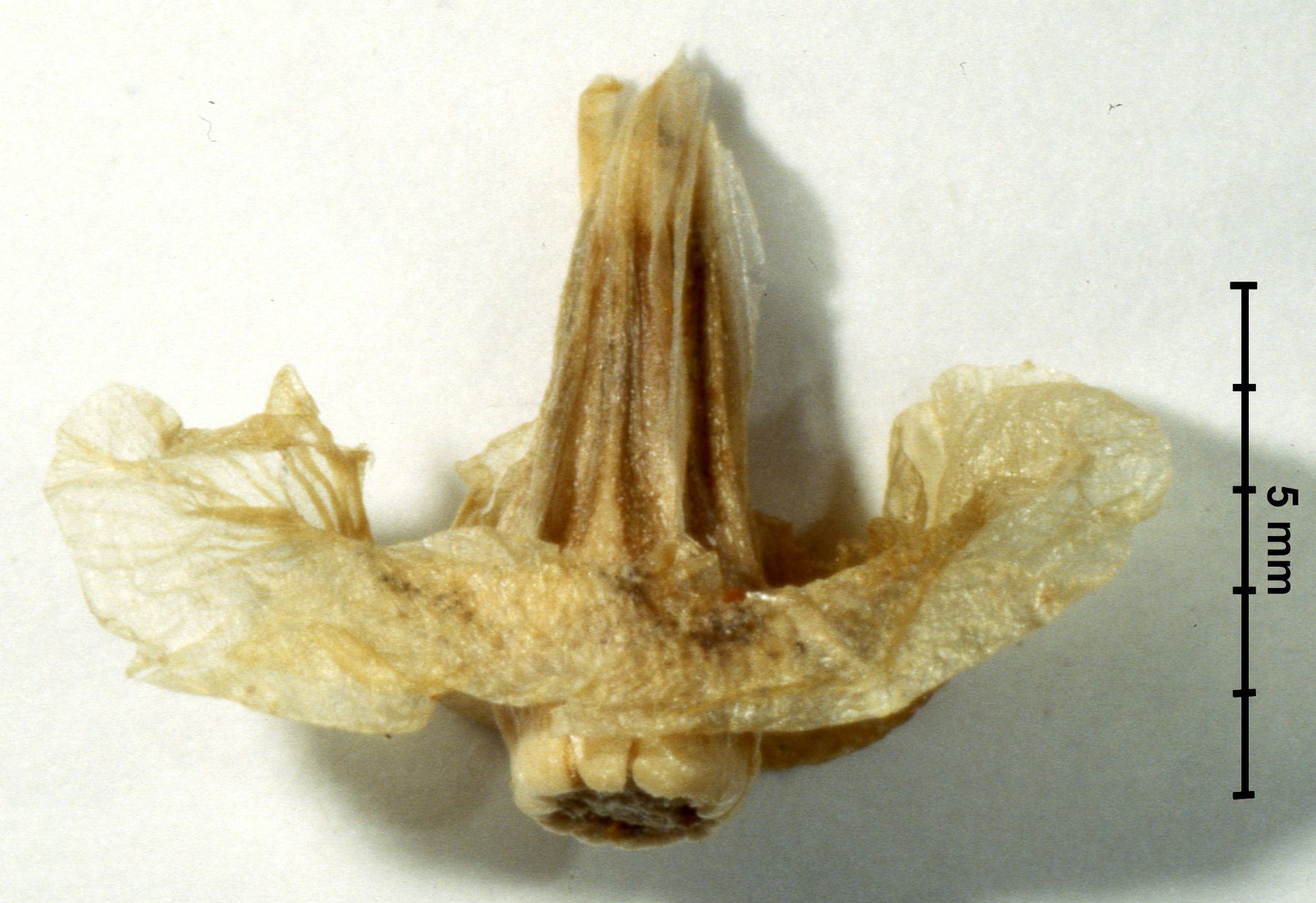